# Billboard Dad
Billboard Dad (Brasil: Como Arranjar uma Namorada pro Papai ) é um filme de comédia de 1998, lançado diretamente em vídeo, e estrelando pelas gêmeas Mary-Kate Olsen e Ashley Olsen.

## Sinopse
As irmãs Tesse e Emily, moram na Califórnia com o pai, Max, um escultor que está viúvo há três anos. Ao ver o pai solitário, elas decidem arrumar uma namorada para o pai. Mas depois que suas primeiras tentativas terminaram em fracasso, elas decidem se juntar a seu amigo Cody para colocar um anúncio em um outdoor gigante, situado bem acima da Sunset Boulevard. Elas só não imaginavam que muitas mulheres responderiam ao anúncio, causando uma grande confusão.

## Elenco
- Ashley Olsen como Emily Tyler
- Mary-Kate Olsen como Tess Tyler
- Tom Amandes como Maxwell Tyler
- Troian Bellisario como Kristen
- Jessica Tuck como Brooke Anders
- Carl Banks como Nigel
- Ellen Ratner como Debbie
- Sam Saletta como Ryan
- Rafael Rojas III como Cody
- Anglelique Parry como Julianne
- Bailey Luetgert como Brad Thomas
- Vincent Bowman como Buzz Cut
- Debra Christofferson como Autumn
- Lisa Montgomery como Enola Rubenstein
- Twink Caplan como Chelsea Myers
- Diana Morgan como Katherine Buxbaum